# Русселе, Александр
Александр Русселе (фр. Alexandre Rousselet; род. 29 января 1977, Понтарлье) — французский лыжник, участник двух Олимпийских игр и пяти чемпионатов мира, победитель этапа Кубка мира. Специалист дистанционных гонок.

## Карьера
В Кубке мира Русселе дебютировал 8 декабря 2000 года, в феврале 2004 года одержал единственную в карьере победу на этапе Кубка мира, в эстафете. Кроме этого имеет на своём счету 3 попадания в тройку лучших на этапах Кубка мира, все в эстафетах, в личных гонках дважды попадал в десятку лучших. Лучшим достижением Русселе в общем итоговом зачёте Кубка мира является 33-е место в сезоне 2005/06.
На Олимпийских играх 2002 года в Солт-Лейк-Сити занял 35-е место в скиатлоне 10+10 км, 47-е место в масс-старте на 30 км свободным стилем и 8-е место в эстафете.
На Олимпийских играх 2006 года в Турине был 26-м в скиатлоне 15+15 км, 18-м в гонке на 15 км классическим стилем, 26-м в масс-старте на 50 км свободным стилем и 4-м в эстафете.
За свою карьеру принимал участие в пяти чемпионатах мира, лучший результат 5-е место в эстафете на чемпионате мира 2007 года в Саппоро, а в личных гонках 25-е место в гонке на 15 км свободным ходом на чемпионате мира 2005 года в Оберстдорфе.